# ULU
ULU（うる、本名：立山 大、1973年3月3日 - ）は、日本のDJ、キーボーディスト、執筆家。東京都新宿区出身。

## 経歴
母校である新宿区立戸山小学校に在学中、近所でもあった戸川純の「戸山小学校校歌」のテクノバージョンを聴き、テクノポップを知る。その後10歳の頃より高田馬場、新宿のレコード街で洋楽やニュー・ウェイヴ、クラフトワークの中古レコードを買い漁る。
中学に入り、放送部に入部、編集技術やアナログシンセサイザーの基礎知識、MSXで音楽の打ち込みを学ぶ。
高校に入りパンク・ロック/ニュー・ウェイヴ・バンドを結成、エレクトリック・ギターと作曲を始める。
ゲームミュージック、CM、歌謡曲の編曲をフリーランスで仕事する傍ら、ニューヨークに渡り12インチ盤「Rolita ep」「komakagra~独楽神楽」を制作する他、「Planchette」名義で1994年にアルバム「Overdrive01」を発表。ゲーム・アーマード・コアのほぼ全曲を作曲する。
当時J-WAVEのDJであったモーリー・ロバートソンらとともに、RealAudioでの日本初のインターネット放送/配信事業に携わる。主題曲の制作及びプレイしたことにより、事実上日本で最初にインターネットで音を出したDJだと言える。
1996年、六本木のクラブ「Vitamin Q」にてフランス人オーガナイザーヤン・ブリュイエル、イギリス人DJ、R1とともにサイケデリックトランスパーティ「Trancendent Transambient」にてオーガナイザーの希望により他動的にトランスDJを始める。
その後、1997年にDJ TATEYAMA名義でDJmixアルバム「Plus alpha」（日本クラウン）を発表。
同時期に"AOA"として結成、1998年デビューアルバム"OPEN"を発表。以降4枚のアルバムを発表、オーストラリアやレイヴなど国内外イベントに参加するが、2000年に活動停止状態となる。
2000年以降、エレクトロユニットPillgrimm、Za Cafe、ヒゴヒロシ率いるイハールコネクト、グル・グルのマニ・ノイマイヤー、L?K?Oらとの"Amanogawa”、ミニマルクラシックユニットTVSなどのセッション活動をする。
出版においてもドイツの音楽ソフトウェア「Ableton Live」の解説本「Master of Live6」の執筆や、音楽、サブカルチャー系の雑誌においてレビュー、エッセイなどを載せている。

## 主な作品
- 1993年「Inarstik Rocation」
- 1995年「Overdrive01」Planchette & AR-mania
- 1997年「Plus Alpha」DJ Tateyama
- 2002年「Buccus/Bias」Pilgrimmm
- 2004年「Atmosfero」Nulo

## 関係項目
- エレクトロ